# Dong Phayayen
Dong Phayayen ((TH)  ดงพญาเย็น, Giungla del Signore di Ghiaccio) è una delle catene montuose della Thailandia che segnano il confine tra la parte centrale e il Nord-est del Paese. È un'estensione verso sud dei monti Phetchabun, e separa la valle del fiume Chao Phraya dall'altopiano di Korat, nel nord-est del paese. Ha una lunghezza di circa 170 chilometri sull'asse nord-sud, e prosegue verso sud-est con i monti Sankamphaeng.
Nel nord della catena hanno origine numerosi affluenti del Mun. L'area ha un'altitudine che spazia da 100 a 900 metri s.l.m., e il Khao Phang Yai (900 m) è la vetta più alta.

## Complesso forestale di Dong Phayayen-Khao Yai
Nel 2005 le foreste di Dong Phayayen e i monti Sankamphaeng furono inserite dall'UNESCO tra i Patrimoni dell'umanità. Su queste montagne si trovano numerosi parchi nazionali, il più famoso dei quali è il Khao Yai, che è anche il più antico parco thailandese. Altri parchi sono il Ta Phraya al confine con la Cambogia, il Thap Lan, il Pangsida, il Phra Phutthachai ed il Dongyai Wildlife Sanctuary. Messi insieme coprono un'area di 6.155 km² di aree protette.